# Steve Binns
Stephen John Binns, conosciuto col diminutivo Steve Binns (Keighley, 25 agosto 1960) è un ex mezzofondista britannico.

## Palmarès
| Anno                                | Manifestazione          | Sede      | Evento         | Risultato | Prestazione | Note                  |
| ----------------------------------- | ----------------------- | --------- | -------------- | --------- | ----------- | --------------------- |
| In rappresentanza della Regno Unito |                         |           |                |           |             |                       |
| 1979                                | Europei juniores        | Bydgoszcz | 5000 m piani   | Oro       | 13'44"37    | Record dei campionati |
| 1983                                | Mondiali                | Helsinki  | 10000 m piani  | Batteria  | 28'12"79    |                       |
| 1986                                | Europei                 | Stoccarda | 10000 m piani  | 12º       | 28'17"90    |                       |
| 1987                                | Mondiali                | Roma      | 10000 m piani  | 5º        | 28'03"08    |                       |
| 1988                                | Mondiali di cross       | Auckland  | Corsa seniores | 27º       | 36'26"      |                       |
| 1988                                | Mondiali di cross       | Auckland  | A squadre      | 4º        | 228 p.      |                       |
| 1988                                | Giochi Olimpici         | Seul      | 10000 m piani  | Batteria  | 28'52"88    |                       |
| In rappresentanza dell' Inghilterra |                         |           |                |           |             |                       |
| 1979                                | Mondiali di cross       | Limerick  | Corsa U20      | Argento   | 23'09"      |                       |
| 1979                                | Mondiali di cross       | Limerick  | A squadre      | Argento   | 74 p.       |                       |
| 1981                                | Mondiali di cross       | Madrid    | Corsa seniores | 33º       | 35'59"      |                       |
| 1981                                | Mondiali di cross       | Madrid    | A squadre      | 6º        | 312 p.      |                       |
| 1984                                | Mondiali di cross       | New York  | Corsa seniores | 113º      | 35'23"      |                       |
| 1984                                | Mondiali di cross       | New York  | A squadre      | 6º        | 269 p.      |                       |
| 1986                                | Mondiali di cross       | Colombier | Corsa seniores | 25º       | 36'29"      |                       |
| 1986                                | Mondiali di cross       | Colombier | A squadre      | 8º        | 360 p.      |                       |
| 1986                                | Giochi del Commonwealth | Edimburgo | 10000 m piani  | Argento   | 27'58"01    |                       |
| 1987                                | Mondiali di cross       | Varsavia  | Corsa seniores | 23º       | 37'31"      |                       |
| 1987                                | Mondiali di cross       | Varsavia  | A squadre      | Argento   | 146 p.      |                       |

## Campionati nazionali
1980
- Bronzo ai campionati britannici, 5000 m piani - 13'53"3

1981
- Argento ai campionati britannici, 5000 m piani - 13'42"28

1983
- Oro ai campionati britannici, 10000 m piani - 28'02"42

1985
- 12º ai campionati inglesi di corsa campestre - 46'20"

1986
- 6º ai campionati inglesi di corsa campestre - 48'43"

1987
- Argento ai campionati inglesi di corsa campestre - 47'18"

1989
- 11º ai campionati britannici, 5000 m piani - 13'50"12
- 8º ai campionati britannici, 3000 m piani - 7'59"58

1991
- 43º ai campionati inglesi di corsa campestre - 45'37"

1992
- 19º ai campionati inglesi di corsa campestre - 42'34"

## Altre competizioni internazionali[1]
1980
- 12º alla Weltklasse Zürich ( Zurigo), 5000 m piani - 13'31"16
- 12º alla Cinque Mulini ( San Vittore Olona) - 32'35"8

1982
- Bronzo al Memorial Van Damme ( Bruxelles), 10000 m piani - 28'20"76

1983
- 5º ai Bislett Games ( Oslo), 10000 m piani - 27'55"66

1984
- 14º al Bauhaus-Galan ( Stoccolma), 10000 m piani - 27'59"06

1985
- 8º al Memorial Van Damme ( Bruxelles), 10000 m piani - 28'41"80
- Argento alla San Silvestre Vallecana ( Madrid), 12,6 km - 36'36"

1986
- Argento alla San Silvestre Vallecana ( Madrid), 7 km - 19'52"

1988
- 10º alla Maratona di Chicago ( Chicago) - 2h13'32"
- 10º ai Bislett Games ( Oslo), 5000 m piani - 13'23"96
- 10º alla Weltklasse Zürich ( Zurigo), 5000 m piani - 13'31"20
- 6º al Cross Internacional de Itálica ( Siviglia) - 29'29"

1989
- 15º al Memorial Van Damme ( Bruxelles), 10000 m piani - 28'11"15
- 5º al Cross Internacional de Itálica ( Siviglia) - 28'53"

1990
- 10º al Cross Internacional Zornoza ( Amorebieta-Etxano) - 34'04"
- 10º al Cross Internacional Juan Muguerza ( Elgoibar)